# Фокер F.14
Фокер F.14 / Fokker F-14 је северно амерички једномоторни, путнички/транспортни, висококрилaц, авион мешовите класичне конструкције који се користио између два рата.

## Пројектовање и развој
Негде у исто време обе Фокерове филијале су почеле рад на пројектовању првог транспортног (карго) авиона. Замишљено је да то буде једномоторни авион класичне Фокерове конструкције: труп решеткаста челична конструкција, облога од платна, крило дрвене конструкције облога дрвена лепенка а стајни трап фиксан. Америчка филијала је авион крстила као Fokker F-14 a холандска филијала је авион назвала Fokker F.XIV. На крају посла, испало је да су то сасвим два различита авиона.
Фокер F.14 је био моноплан са високо подигнутим крилом (парасол). Једноделно, самоносеће крило је изнутра учвршћено класичном Фоккер дрвеном конструкцијом и обложено шперплочом. Дебели профил је одговарао типу који је Фокер користио у својим комерцијалним авионима у то време. Међутим, конструкција везе између крила и трупа са два Н подупирача на који је крило било подигнуто је јасно одступање од уобичајеног Фокеровог дизајна. Ово подизање крила у односу на труп било је проузроковано тиме што се отворени кокпит пилота налазио у трупу иза крила па му је дебели профил крила ометао преглед околине авиона из кабине. 

## Технички опис
Труп је имао носећу решеткасту конструкцију која се састојала од заварених танкозидих цеви од нерђајућег челика. Кљун авиона од мотора до путничке кабине као и горња половина трупа била је дуж целе дужине покривена валовитим лимом од дуралуминијума. Остатак трупа је са дрвеним лајснама обликован у скоро овални облик и обложен импрегнираном обојеном тканином. На левој страни су била приступна врата путничком простору. На крају путничке кабине се налазио отворени кокпит пилота са заштитним ветробранским стаклом. Пилот је са спољне стране трупа преко ногоступа улазио у кокпит.
Погонска група авиона се састојала од мотора и елисе. На овај авион су у зависности од верзије били монтирани следећи ваздухом хлађени радијални мотори: Wright R-1750-3 снаге  391 kW; Pratt & Whitney R-1690 Hornet снаге  429 kW или Wright R-1820-7 Cyclone снаге 429 kW. Стандардна опрема укључивала је двокраке или трокраке металне пропелере Hamilton, NACA прстен и ручни стартер. Ауспух је издувне гасове мотора одводио испод трупа авиона, тако да нису сметали ни путницима у кабини нити пилоту у кокпиту.
Крило је било једноделно, самоносеће, дебелог профила тако да су у њега без проблема могли да стану резервоари за гориво. Главни резервоари за гориво су се налазили у делу крила изнад трупа авиона. Кроз крило су пролазили сви потребни уређаји и инсталације. Половина крила је имала облик једнакокраког трапеза, са заобљеним крајем. Осна линија крила је била управна на осу трупа авиона. Конструкција крила је била од дрвета са две решеткасте дрвене рамењаче, а облоге делом од дрвене лепенке а делом од импрегнираног платна. На делу код пилотске кабине, крило је било полукружно засечено како би пилот имао бољи поглед. Покретни делови крила су такође имали конструкцију од дрвета док им је облога била од импрегнираног платна. На крајевима крила су се налазила навигациона светла.
Репне површине су класичне и састоје се од вертикалног и два хоризонтална стабилизатора, кормила правца и висине. Сви елементи су имали конструкцију од челичних цеви а облогу од импрегнитаног платна. Хоризонтални стабилизатори су упорницама са доње стране били ослоњени на труп авиона а са горње стране су били затезачима причвршћени за вертикални стабилизатор и на тај начин додатно укрућени.
Стајни трап је био класичан фиксан са ниско притисним гуменим точковима. Састојао се од троугласте виљушке причвршћене за труп авиона и вертикални носач у коме је био уграђен уљани амортизер а ослањао се на предњу рамењачу крила. Размак између точкова је био доста велики а и концентрација маса се налазила унутар размака па је стабилност при слетању и полетању овог авиона била задовољавајућа. На крају репа авиона налазио се самоуправљиви (клавирски) гумени точак као трећа ослона тачка авиона.

## Верзије
- F-14 - производна верзија путничког авиона са мотором Wright R-1750-3 снаге  391 .
- F-14A - производна верзија путничког авиона са мотором Pratt & Whitney R-1690 Hornet снаге  429 kW и крилон директно везаним са трупом.
- Y1C-14 - Ознака за 20 примерака са погоном Хорнет купљених за Ваздушни корпус америчке војске 1931. године, касније је постао Ц-14
- Y1C-14A - Последњи од 20 Y1C-14s са мотором Wright R-1820-7 Cyclone снаге 429 kW.
- Y1C-14B - модел са мотором Pratt & Whitney R-1690-5 Hornet снаге  391 .
- Y1C-15 - конверзија деветог авиона Y1C-14 у санитетски авион.
- Y1C-15A -  F-14 са замењеним мотором Wright R-1820 Cyclone снаге 429 kW, касније C-15A.

## Земље које су користиле авион Фокер
- Канада
- Сједињене Државе
- Костарика

## Оперативно коришћење
Укупно је произведено 34 авиона овог типа. Од тог броја 20 је испоручено USAAC америчком војном ваздухопловству и користили су се као санитетски авиони, затим за превоз војног особља као и за бацање падобранаца.
За цивилне авио компаније произведено је 14 авиона који су користиле ваздухопловне компаније из САД-а и Канаде. Један авион је продат компанији из Костарике.